# 液態金屬冷卻反應堆
液態金屬冷卻反應堆（Liquid Metal Nuclear Reactor），又稱液態金屬快堆（Liquid Metal Fast Reactor, LMFR）是一種核反應堆進階技術，使用液態金屬作為基本冷卻劑。液態金屬冷卻反應堆最先適用於核潛艇，但也廣泛研究用於發電用途。
液態金屬冷卻劑移除熱的速度較普通的水高，這讓反應堆有更高的能量密度。這使得它們在尺寸和重量非常重要的情況下具有吸引力（如在船，潛艇）。液態金屬冷卻劑改善以水作為冷卻劑的缺點，大部分反應堆以高壓増加水的沸點，高壓下存在安全性和維修等問題，而液態金屬冷卻反應堆沒有這些問題。再者，LMFR的液態金屬可產生比水冷反應堆溫度高的蒸汽，所以有更高的熱效率。這使得它們對於提高傳統核電站的功率輸出具有吸引力。
液態金屬有着十分高的導電性，所以它們可由電磁泵來泵動。它的缺點包括難以在不透明的液態金屬中檢查和維修，並且取決於金屬的選擇，火災的危險風險上升(特別是鹼金屬)，腐蝕性和製造放射性物質等問題。

## 設計

上圖顯示液態金屬冷卻快中子反應堆的間接"池式"和直接設計。

實際上，所有液態金屬冷卻反應堆都是快中子反應堆，迄今為止，大多數快中子反應堆都是液態金屬冷卻快中子增殖反應堆（Liquid Metal cooled Fast Breeder Reactors, LMFBRs）。液態金屬是一種良好的導熱體。和其他類型的反應堆相比，快中子反應堆往往會在細小的空間內產生大量的熱。在任何反應堆中冷卻劑都需要慢化中子吸收，但這對於中子快堆來說特別重要，因為中子快堆良好的中子經濟性是其主要優勢之一。因為慢中子較容易被吸收，所以冷卻劑應擁有中子慢化的功能。避免冷卻劑過度腐蝕核電站的建築材料，確保它的熔點和沸點適合反應堆的運作溫度也十分重要。
理想的冷卻劑應保持不沸騰的狀態，因為沸騰時佷大可能會導致冷卻劑泄漏，而發生冷卻劑流失事故。相反地，如果冷卻劑保持在不沸騰的狀態，冷卻糸統的壓力保持在正常的範圍，這大大降低了事故發生的可能性。有些設計是把整個反應堆和熱交換器浸沒於冷卻池中，幾乎完全消除失去內循環冷卻的風險。

## 冷卻劑性質
雖然理論上加壓水可以用於中子快堆，但它往往會慢化中子並吸收它。這限制了可以流過反應堆堆芯的水量，基於中子快堆有很高的能量密度，大部分的快堆設計並不會使用水，而是液態金屬冷卻。水的沸點也遠低於大多數要求冷卻系統保持高壓以有效冷卻核心的金屬。
| 冷卻劑        | 熔點                   | 沸點                  |
| ------------- | ---------------------- | --------------------- |
| 鈉            | 97.72 °C, (207.9 °F)   | 883 °C, (1621 °F)     |
| 鈉鉀合金(NaK) | −11 °C, (12 °F)        | 785 °C, (1445 °F)     |
| 汞(水銀)      | −38.83 °C, (−37.89 °F) | 356.73 °C (674.11 °F) |
| 鉛            | 327.46 °C, (621.43 °F) | 1749 °C, (3180 °F)    |
| 鉛鉍合金      | 123.5 °C, (254.3 °F)   | 1670 °C, (3038 °F)    |
| 錫            | 231.9 °C, (449.5 °F)   | 2602 °C, (4716 °F)    |

### 汞
克萊門汀是第一台液態金屬冷卻反應堆，使用汞作為冷卻劑，它在室溫下是液體。但是它的缺點包括高毒性，在室溫下有着高蒸氣壓，低沸點加熱時產生有毒煙霧，相對較低的導熱率和高中子截面等問題，所以它並不是現在常用的液態金屬冷卻劑。

### 鈉和鈉鉀合金
鈉和鈉鉀合金不顯著侵蝕鋼並與許多種核燃料相容，可以有較多的建築材料選擇。但是，當它們接觸空氣和水時會發生化學反應，產生氫氣，自發地燃燒，甚至爆炸。1995年文殊核電廠的事故和火災就是這種情況。鈉的中子活化也使液態金屬在運行期間具有強烈的放射性，雖然它們的半衰期很短，因此它們的放射性不會引起額外的放射性廢物處理問題。
鈉冷卻的第四代 鈉冷快中子反應堆有兩個提案，一種基於氧化混合燃料，另一個是基於金屬燃料的進階液態金屬反應堆。

### 鉛
鉛擁有出色的中子性質(反彈，低吸收)也是非常有力的γ射線屏障。高沸點的鉛提供了安全等有利條件，如它可在高於正常運作溫度數百度下仍能有效冷卻反應堆。但是，由於鉛的高熔點和高蒸汽壓，補充和維修鉛冷反應堆是有相當的難度。鉛可以籍添加鉍來降低它的熔點，但鉛鉍合金對大多數用於建築的金屬有強腐蝕性。

### 錫
雖然錫在今天並不作為反應堆的冷卻劑，因為它會形成一層外殼，但它在核事故或冷卻劑流失事故中，它可以是一種有效的添加劑或替代冷卻劑。
錫有高沸點，可以在液態錫上形成外殼以覆蓋有毒物質避免外泄，也能將冷卻劑保持在核反應爐內等優點。錫會導致任何類型的反應爐無法正常運行。它已由烏克蘭研究人員的測試，並被提議將福島第一核電站事故中的反應堆的冷卻劑由水更換為液態錫冷卻劑。

## 推進系統

### 潛水艇
蘇聯K-27核潛艇與所有705型核潛艇使用鉛鉍合金冷卻的反應堆（K-27 中的VT-1反應堆；其他的 BM-40A 和 OK-550 反應堆）。蘇聯和美國海軍早期都最先使用液態金屬快堆動力裝置建造原型攻擊潛艇。
第二艘核潛艇，SSN-575是美國唯一使用鈉冷反應堆的潛艇。它於 1957 年投入使用，但它的過熱器有洩漏，被擱置了。為了統一整個艦隊的反應堆標準，自1958年起，潛艇的鈉冷反應堆開始被拆除，取而代之的是壓水堆。

### 核動力飛機
普惠公司研究了液態金屬冷卻反應堆，並將其用於核動力飛機，是飛機核動力推進計劃的一部分。